# The Masked Dancer (film 1914)
The Masked Dancer è un cortometraggio muto del 1914 diretto da Burton L. King.
Fu il debutto sullo schermo per Beatrice Dominguez, un'attrice-ballerina che proveniva dal vaudeville.

## Produzione
Il film fu prodotto dalla Vitagraph Company of America.

## Distribuzione
Distribuito dalla General Film Company, il film - un cortometraggio di una bobina - uscì nelle sale statunitensi il 13 gennaio 1914. La riedizione, uscita nelle sale statunitensi il 24 dicembre 1917, fu distribuita dalla Favorite Films.